# Cryptothelea
Cryptothelea is een geslacht van vlinders van de familie van de zakjesdragers (Psychidae).

## Soorten
- C. acacienta (Arora & Dolla, 1965)
- C. albifrons (Wallengren, 1860)
- C. cardiophora (West, 1932)
- C. congregatus (Jones, 1945)
- C. chaquensis (Köhler, 1939)
- C. dewitzi (Heylaerts, 1885)
- C. fuscescens (Snellen, 1879)
- C. gloverii (Packard, 1869)
- C. hemitricha (Meyrick & Lower, 1907)
- C. hoffmanni (Köhler, 1939)
- C. holmesi (Watt, 1898)
- C. joannisii (Heylaerts, 1906)
- C. leonina (Tams, 1924)
- C. leucosoma (Snellen, 1881)
- C. licheniphilus (Köhler, 1939)
- C. lipara (West, 1932)
- C. macalisteri (Macalister, 1867)
- C. macleayi (Guilding, 1827)
- C. mahanti (Das, 1956)
- C. nigrita (Barnes & McDunnough, 1913)
- C. persimilis (Turner, 1947)
- C. photidias (Meyrick & Lower, 1907)
- C. riemsdyki (Heylaerts, 1887)
- C. salaeides (Heylaerts, 1884)
- C. surinamensis (Möschler, 1878)
- C. symmicta (Dyar, 1915)
- C. tandilensis (Köhler, 1931)
- C. tjipannensis (Heylaerts, 1886)
- C. vaulogeri (Heylaerts, 1906)
- C. watsoni (Jones, 1923)
- C. weyersi (Heylaerts, 1886)
- C. zelleri (Heylaerts, 1884)